# マルクス・ソルバック
マルクス・ソルバック（Markus Solbach、1991年8月26日 - ）は、ドイツ・ノルトライン＝ヴェストファーレン州ドルマーゲン出身のプロ野球選手（投手）。MLBのデトロイト・タイガース傘下所属。

## 経歴
1991年8月26日にドイツのドルマーゲンで生まれた。
2008年から2010年まで、母国ドイツの国内リーグである野球ブンデスリーガでプレーした。

### ツインズ傘下時代
2011年2月にミネソタ・ツインズとマイナー契約を結ぶ予定である事が報じられた。2月19日に契約を結んだ。
この年は傘下ルーキーリーグのガルフ・コーストリーグ・ツインズでプレーした。ここでは15試合に登板し、3勝3敗1セーブ、防御率1.91、17奪三振を記録した。
オフには、オーストラリアのオーストラリアン・ベースボールリーグ（ABL）に参加し、メルボルン・エイシズでプレーした。これにより、ABLでは初のドイツ人選手となった。ここでは4試合に登板し、0勝0敗、防御率6.35、4奪三振を記録した。
2012年も、傘下ルーキーリーグのガルフ・コーストリーグ・ツインズでプレーした。この年は11試合に登板し、2勝1敗、防御率5.82、14奪三振を記録した。

9月には、第3回WBC予選のドイツ代表に選出された。
2013年も、傘下ルーキーリーグのガルフ・コーストリーグ・ツインズでプレーした。ここでは5試合に登板し、1勝1敗、防御率0.94、5奪三振を記録した。7月20日にリリースされた。

### 独立リーグ時代
2013年シーズン途中に、独立リーグであるフロンティアリーグのウィンディシティ・サンダーボルツへ入団した。ここでは10試合(5試合で先発)登板し、5勝1敗、防御率3.27、35奪三振を記録した。
2014年は、3試合に先発登板し、1勝1敗、防御率0.86、16奪三振を記録した。シーズン途中で退団した。

### ダイヤモンドバックス傘下時代
2014年6月2日にアリゾナ・ダイヤモンドバックスとマイナー契約を結んだ。まず、傘下アドバンスルーキーリーグのミズーラ・オスプレイでプレーした。ここでは、6試合（4試合で先発）登板し、2勝2敗、防御率5.33、22奪三振を記録した。その後、傘下Aのサウスベンド・シルバーホークス(現：サウスベンド・カブス)でプレーした。ここでは6試合に先発登板し、2勝3敗、防御率3.96、20奪三振を記録した。その後、傘下ショートシーズンAのヒルズボロ・ホップスでプレーした。ここでは4試合（3試合で先発）登板し、2勝1敗、防御率2.57、16奪三振を記録した。
オフには、3年振りにオーストラリアン・ベースボールリーグに参加し、シドニー・ブルーソックスでプレーした。ここでは13試合（12試合で先発）登板し、6勝3敗1セーブ、防御率4.81、51奪三振を記録した。
2016年開幕前の3月に第4回WBC予選のドイツ代表に選出された。2016年3月28日にリリースされた。

### 独立リーグ時代
2016年はカナディアン・アメリカン・リーグのロックランド・ボールダーズでプレー。6勝2敗、防御率2.43の好成績を残し、7月10日にアリゾナ・ダイヤモンドバックスと再契約するも、シーズン終了後にFAとなった。
2017年はロックランド・ボールダーズに復帰。19試合に先発登板し、11勝4敗、防御率3.60の成績を残した。

### ドジャース傘下時代
2019年1月3日にロサンゼルス・ドジャースとマイナー契約を結んだ。この年はAA級タルサ・ドリラーズで8試合に登板し、5勝1敗、防御率2.57の成績を残した。
2020年はマイナーリーグが開催されなかったため、イタリアンベースボールリーグのT&Aサンマリノでプレーした。
2021年はドジャース傘下に復帰し、AAA級オクラホマシティ・ドジャースで17試合に登板して0勝6敗、防御率8.12、AAA級タルサで1試合に登板して0勝0敗、防御率4.91という成績だった。オフの11月7日にFAとなった。

### タイガース傘下時代
2021年11月24日にデトロイト・タイガースとマイナー契約を結んだ。

## 詳細情報

### 代表歴
- 2013 ワールド・ベースボール・クラシック・ドイツ代表
- 2017 ワールド・ベースボール・クラシック・ドイツ代表